# Distrikt
Distrikt är ett begrepp som används i skilda sammanhang för att beteckna en del av en större, oftast geografisk, helhet. Bland annat används det i organisationer av olika slag, som sträcker sig över en stor yta, till exempel ett land. Då finns distrikten till för att bland annat lättare organisera aktiviteter lokalt.
Det handlar även om större områden, som till exempel New York, en storstad med fem distrikt.